# Tommaso Palamidessi

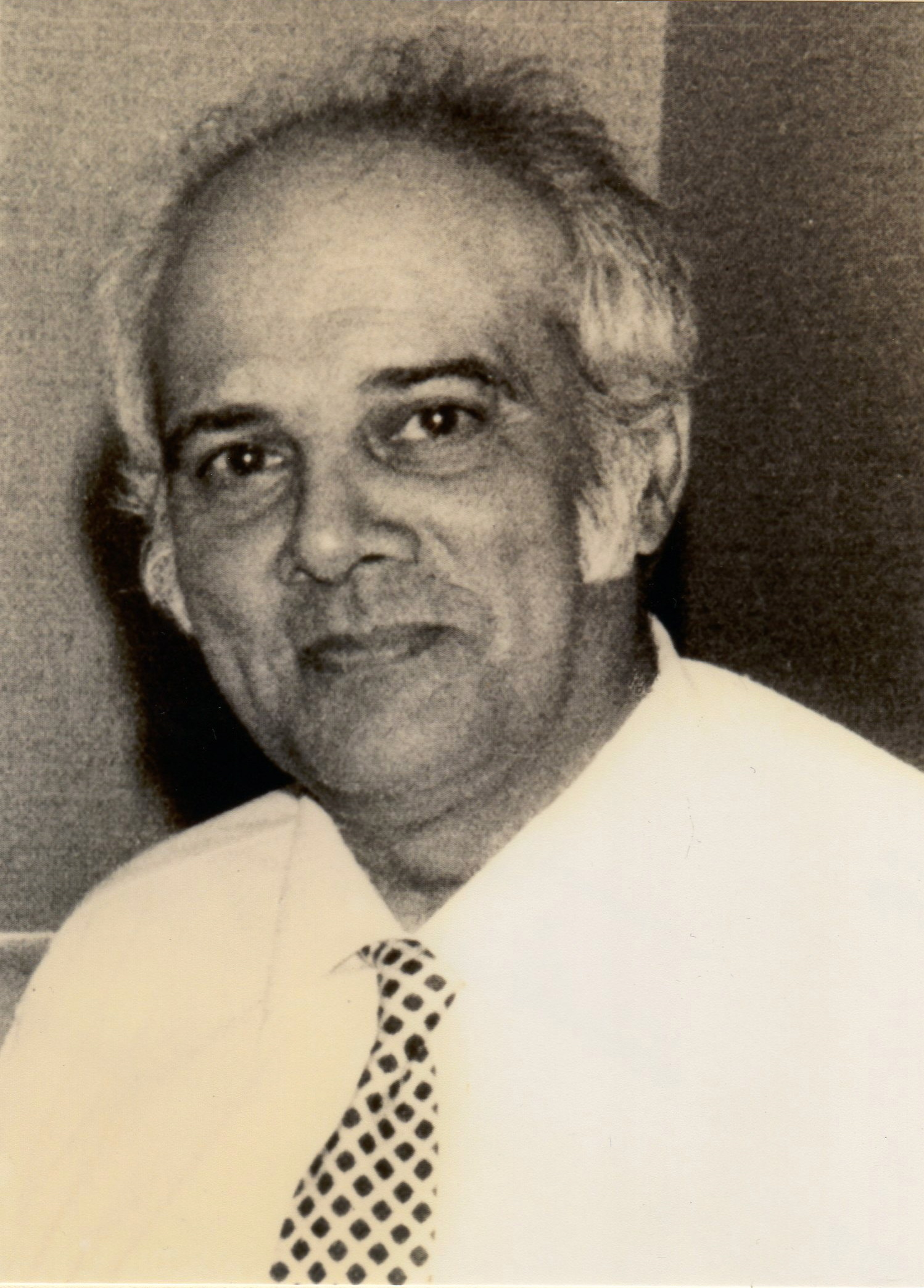
Tommaso Palamidessi, um 1982

Tommaso Palamidessi (geboren am 16. Februar 1915 in Pisa; gestorben am 29. April 1983 in Rom) war ein italienischer Astrologe und Esoteriker (Gründer von Archeosofica).
Als autodidaktisch ausgebildeter Astrologe und Gelehrter orientalischer Disziplinen führten ihn seine Studien und seine berufliche Tätigkeit in einer zweiten Phase seiner Entwicklung zu einer gleichzeitig ursprünglichen und neuartigen Form der christlichen Esoterik, der Archeosophie, und demzufolge gründete er 1968 in Rom den Verein Associazione Archeosofica.

## Biografie: Werdegang und Wegmarken

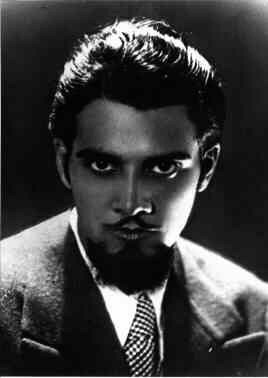
Tommaso Palamidessi im Alter von 25 Jahren

### Kindheit und Jugend (1916–1931)
Tommaso Palamidessi wurde 1915 in Pisa als Sohn des Oberoffiziers Carlo Palamidessi (1878–1946) und der sizilianischen Schriftstellerin und Dichterin Luigia Tagliata (1886–1971) geboren. 1920 zog er nach Sizilien, wo er seine Kindheit und Jugend verbrachte. Seit seiner Kindheit zeigte er eine besondere Neigung zur Mystik, die in einigen Erfahrungen in Pozzallo zutage traten, im großen weißen Kloster seiner geliebten Tante und Nonne, genannt „Za Zudda“.
Im Alter von 9 Jahren begann er sich für Botanik und insbesondere für Heilpflanzen zu interessieren, aber auch Astronomie und Astrologie zogen ihn an. Seine lebhafte Neugierde führte ihn zu Forschungen und praktischen Experimenten wie dem Bau seiner ersten Fernrohre im Alter von dreizehn Jahren.
Im Jahr 1928, während seiner Jugend, hielt er sich eine Zeit lang in Tunesien und in Libyen in Tripolis auf, wo er in Kontakt mit Sufi-Bruderschaften kam.

### Umzug nach Turin (1932–1939)
Im Jahr 1932, im Alter von 17 Jahren, zog Palamidessi mit seiner Familie nach Turin, in die Via San Francesco da Paola. Das blühende kulturelle Umfeld, das er in Turin vorfand, ermöglichte es ihm, seine vielfältigen Interessen auf dem Gebiet der Esoterik und des Okkultismus zu nähren und zu entwickeln. In diesen Jahren pflegte er astrologische Studien, interessierte sich für die spirituelle Alchemie und begann sein Yogastudium. Die Astrologie begann er ab 1938 auch aktiv zu lehren, zu verbreiten und zu praktizieren, was er für den Rest seines Lebens fortführte, wobei er Klienten zu Hause empfing und eine intensive Korrespondenz sowohl privat als auch in den Fachkolumnen einiger Zeitschriften der damaligen Zeit führte.

### Erste Veröffentlichungen (1940–1953)
1940 zählt er Federico Capone (1921–2001) zu seinen Astrologieschülern, den späteren Gründer des C.I.D.A. (Italienisches Zentrum der astrologischen Disziplinen), als dessen Ehrenmitglied Palamidessi 1975 die Antrittsvorlesung mit dem Titel „Astrologie und Methoden der spirituellen Askese“ halten wird. In Turin begann Palamidessi, seine zahlreichen Studien über Astrologie und medizinische Astrologie zu veröffentlichen: „Il corso degli astri e le malattie dell’uomo“ [dt.: Der Lauf der Sterne und die Krankheiten des Menschen] und „La medicina e gli influssi siderali“ [dt.: Medizin und siderische Einflüsse].
1940, mitten im Zweiten Weltkrieg, lud ihn eine berühmte Persönlichkeit, deren Namen Palamidessi in seinen Schriften nicht angibt, nach Castelfranco Veneto (Treviso) ein, um mit einem Team von Ärzten an einigen Projekten zu arbeiten, die Astrologie und Medizin miteinander verbanden. Bei dieser Gelegenheit lernte er den deutschen Phytotherapeuten William Lademann kennen, mit dem er in einen fruchtbaren Austausch trat, der es ihm erlaubte, seine Studien in Phytotherapie und angewandter Astrologie fortzusetzen. In den gleichen Jahren lernte Palamidessi in Udine auch Giuseppe Calligaris (1876–1944) kennen, mit dem ihn schließlich eine enge Freundschaft verband.
Zurück in Turin, begann er als Verleger zu arbeiten und gründete 1941 die 'Edizioni Palamidessi', wo er Werke über Astrologie veröffentlichte.
In dieser Zeit begann er, sich aktiv mit Spiritismus zu beschäftigen, interessierte sich für die Phänomene der Materialisation und Entmaterialisation und nahm an mehreren Séancen mit der Florentiner Schauspielerin Germana Paolieri teil. In einer dieser Sitzungen fand der Apport einer Rose statt. Seine Teilnahme an Séancen, insbesondere mit 'Verkörperungstrance', beendete er in der zweiten Hälfte der 1940er Jahre endgültig.
1943 war für Palamidessi das Jahr der Ägyptologie, da er die Gelegenheit hatte, in engen Kontakt mit Ernesto Scamuzzi (1899–1974), dem Direktor des Ägyptischen Museums von Turin, zu treten, von dem er auch Unterricht in Hieroglyphenschrift erhielt. Ende der vierziger Jahre wurde er in der internationalen Astrologieszene bekannt und stand in Kontakt mit der Gruppe Hamburger Astrologen (der Hamburger Schule, gegründet von Alfred Witte), aber auch mit französischen Astrologen wie Alexandre Volguine.
1947 veröffentlichte er zwei Artikel über spirituelle Alchemie in der Zeitschrift Atanòr, die einige Zeit zuvor von Arturo Reghini (1878–1946) gegründet worden war. In dieser Zeit schloss er sich der Freimaurerei, unter der der Großloge von Italien (mit ihrem historischen Sitz in Piazza del Gesù, Rom) und dem Martinismus an und stand einflussreichen Persönlichkeiten dieser Welt und des Martinismus, wie Gino Testi und Umberto Gorel Porciatti, nahe, dem er das vierzehnte Heft der Archeosophischen Schriftenreihe „La via dei simboli e la trasmutazione spirituale“ [dt: Der Weg der Symbole und die spirituelle Umwandlung] widmete. Zur gleichen Zeit schloss er sich der theosophischen Gruppe Italiens an.
Am 15. September 1947 heiratete er Rosa Francesca Bordino (1916–1999) und im folgenden Jahr wurde seine Tochter Silvestra Palamidessi (1948–1996) geboren.
1948 gründet Palamidessi den zweiten Verlag Edizioni Grande Opera. In dieser Zeit veröffentlichte er mehrere Bände: I poteri occulti dell’uomo e lo yoga tantrico indo-tibetano [dt: Die okkulten Kräfte des Menschen und das indo-tibetische tantrische Yoga], La tecnica sessuale dello yoga tantrico indo-tibetano [dt: Die Sexualtechnik des indo-tibetischen tantrischen Yoga], Lo Yoga per non morire [dt: Das Yoga des Nicht-Sterbens], La potenza erotica di Kundalini Yoga [dt: Die erotische Kraft des Kundalini Yoga].
Yoga bildete den roten Faden von Studien und Experimenten, die Palamidessi während der späten 1940er Jahre beschäftigten und ihn zu einem Pionier des Yoga im italienischen Raum werden ließen. Zwischen Ende 1948 und Anfang 1949 gründete Palamidessi eine Yogaschule: die erste in Italien, die auch Fernkurse anbot, an denen etwa 3.000 Menschen teilnahmen. Zu seinen Schülern gehört Carlo Patrian (1930–2008), für den er das Vorwort des Buches „Ipnotismo e magnetismo indù“ [dt: Hinduistische Hypnose und Magnetismus] schrieb.
1948 gründete er die Italienische Schule der Hermetischen Initiation und veröffentlichte L’Alchimia come via allo Spirito [dt: Alchemie als Weg zum Geist], wo alchemistische Theorie und Praxis zusammenfinden.

### Umzug nach Rom (1953–1968)
Palamidessi zog 1953 mit seiner Familie nach Rom in die Via Amendola und begann die Zusammenarbeit mit den Zeitschriften Radiocorriere TV und La Tribuna Illustrata, die bis zur Einstellung der Zeitung im Jahr 1969 andauerte. In dieser Zeitschrift war Palamidessi verantwortlich für die Astrologie-Kolumne „Il corriere del destino“ [dt.: Der Bote des Schicksals], eine Kolumne über Traumdeutung und Graphologie „Il segreto dei sogni“ [dt.: Das Geheimnis der Träume] und ein Taschenlexikon der okkulten Wissenschaften, die beim Publikum großen Anklang fanden.

1952 intensivierte Palamidessi seine Studien über das Christentum der frühen Kirchenväter, insbesondere von Pantaenus, Origenes und Clemens von Alexandrien. Im gleichen Zeitraum zog er einige seiner früheren Veröffentlichungen zum Thema Yoga vom Markt zurück, obwohl er den Wert der Techniken anerkannte, wie er in einer späteren Veröffentlichung in den 1960er Jahren erklärte:
Es geht mir nicht darum, die aus der Hermetik, der Alchemie und dem Yoga stammenden Methoden der „Erweckung“ und der Seelenregeneration zu verwerfen. Auf keinen Fall! Auch diese Wege haben ihr Gutes, sofern sie nicht ausschließlich verfolgt werden. Von ihnen ist das zu nehmen, was dem Weg des Christus dient und entspricht, obschon diese Methoden von Anbeginn der Mission des Erlösers zu den gemeinsamen Kenntnissen vielen heiligen Väter und Asketen der entstehenden Kirche gehörten.
1957 besuchte Palamidessi die Klöster des Berges Athos und von Kalambaka, wo er die Theologie des griechisch-orthodoxen Mönchtums eingehend studierte und direkt die Meditationstechniken der Hesychasten erlernte, darunter das Herzensgebet, auch Kardiognosis genannt, und die Meditation über die psychischen Zentren oder Kraftzentren.
1958 beschloss Palamidessi in die römische Provinz nach Morlupo zu ziehen, wo er bis in die frühen 70er Jahre blieb. 1960 tritt er in La Verna in den Säkularorden der Franziskaner (Ordo Franciscanus Saecularis) ein und wird Franziskaner des Dritten Ordens.
Dies ist die Zeit der Reisen, die besonders wichtig für seine spirituelle Bereicherung wird, sowie für die Erforschung von Quellen und Dokumenten, welche von Palamidessi später aufgearbeitet werden. Darunter sind die Reisen nach Frankreich (1961), Polen, in die Vereinigten Staaten von Amerika, nach Hawaii, Kanada und in die Union der Sozialistischen Sowjetrepubliken (1962–1963), an den Polarkreis und nach Tibet (1964), nach Palästina, Jordanien, Israel, in den Libanon, nach Syrien, Äthiopien und Ägypten (1966), sowie nach Alexandrien (1966).

### Die fünfziger Jahre: esoterische Veröffentlichungen und die christliche Wende
1949 stellte er seine Veröffentlichungen über Yoga ein, um sich ganz seiner Arbeit als Astrologe zu widmen. Nachdem er 1953 mit seiner Familie von Turin nach Rom gezogen war, arbeitete er aktiv mit verschiedenen Zeitungen zusammen. Erwähnenswert ist darunter auch die Zusammenarbeit mit der Tribuna Illustrata, der ältesten italienischen Wochenzeitung, in der er eine Kolumne über Esoterik und Astrologie herausgab. Palamidessi setzte diese Tätigkeit bis 1969, dem Jahr, in dem die Zeitung eingestellt wurde, fort.
1957 besuchte er die Klöster von Kalambaka in Thessalien und dem Berg Athos, wo er das 'Herzensgebet' der orthodoxen Tradition studierte. 1960 trat er in den Säkularorden der Franziskaner (Ordo Franciscanus Saecularis) ein. Die Wiederentdeckung der abendländischen mystischen Tradition war das Symptom eines tiefgreifenden Wandels in Palamidessis esoterischer Orientierung. Durch die Vertiefung in die Literatur der Kirchenväter der ersten Jahrhunderte gab er die östlichen Lehren auf und widmete sich fortan an dem Projekt der "Rekonstruktion" einer Form der christlichen Esoterik.

### Reisen und Forschung
Das Leben von Tommaso Palamidessi ist gespickt mit unzähligen Reisen, meist in Begleitung seiner Frau Rosa und seiner Tochter Silvestra. Auf seinen vielen Reisen sammelte Palamidessi Informationen, knüpfte Kontakte zu Einheimischen, sammelte alte Manuskripte, Bücher über Esoterik, Astrologie und die Geschichte der Religionen. Palamidessi nutzt die aus diesen Reisen gewonnenen Erkenntnisse für einige seiner Texte.
Im Jahr 1962 besuchte er die Vereinigten Staaten, Kanada, Hawaii, Bulgarien, Polen, Jugoslawien und die Sowjetunion. In einer von seiner Frau Rosa verfassten biographischen Notiz erzählt sie von der Reise nach Moskau, wo Palamidessi „vor dem Grab Solowjows im Moskauer Nowodewitschi-Kloster (Neujungfrauenkloster) niederknien und auf demselben Boden entlang des Baikalsees wandeln konnte, den Pawel Florenskij betreten hatte, auf dem schmerzhaften Weg zur Deportation nach Sibirien“.
1964 reiste Palamidessi durch die nördlichen Meere bis zum Polarkreis und besuchte Svalbard (Spitzbergen), Grönland und Norwegen. Dank seiner astrogeophysikalischen Beobachtungen über die Auswirkungen der Galaxis rund um den Nordpol entwickelte er während dieser Reisen seine Studien zur Initiatischen Astrologie weiter.
Im Jahr 1966 reist er nach Jordanien, Libanon, Syrien, Äthiopien und Israel, wo er Zugang zu wichtigen astrologischen und esoterischen Manuskripten des Propheten Daniel aus dem Besitz der Essener bekam.
Im Jahrzehnt der 70er Jahre besuchte Palamidessi fast die ganze Welt: Japan, Hongkong und Thailand (1972), Rumänien und die Tschechoslowakei (1974), Deutschland, Österreich, Indien und Nepal (1975), Peru, Ecuador, Paraguay, Brasilien (1976), China (1977), Tibet (1978), Frankreich und Indien (1979).
Während seines Aufenthaltes in Brasilien hatte Tommaso Palamidessi die Gelegenheit, die Riten des Kultes der Umbanda zu beobachten und daran teilzunehmen. In China lernte er praktische Techniken der Akupunktur und Elektroakupunktur und kaufte in Peking Akupunkturgeräte, was zum Gegenstand seiner Abhandlung Punti Standardizzati dei meridiani di agopuntura [dt.: Standardisierte Punkte der Akupunkturmeridiane] wird.
Durch seine Besuche in den Klöstern von Darjeeling und Gangtok, im Tibet, kam Palamidessi in Kontakt mit den dortigen Astrologen und in den Besitz von 'Gebetsmühlen' und 'astrologischen Mandalas' mit den dazugehörigen Ritualen.
In Indien lernte er die Theorie und Praxis der siderischen Astrologie, perfektionierte einige Techniken des Yoga, während er einige örtliche Schulen aufsuchte und dabei nicht vergaß, einige christliche Kirchen zu besuchen, darunter die von St. Thomas in Madras.

### Die Gründung von Archeosofica (1968)
Am 29. September 1968 gründete Tommaso Palamidessi in Rom „Archeosofica“. Das deutsche Wort Archeosophie ist die Übersetzung von „Archeosofia“, ein von Tommaso Palamidessi geprägtes Wort, was etymologisch vom Griechischen abstammt: ἀρχη-archè, was Gott/Prinzip der Prinzipien bedeutet, und σοφία-sophia, was Weisheit/Wissenschaft [it: 'sapienza'] entspricht, also Wissenschaft der Prinzipien, den 1. Korintherbrief (1. Korinther 2,6–16 ) des heiligen Paulus aufgreifend. Die Archeosophie wird vom Autor als eine Synthese beschrieben, die das Beste aus westlichen und östlichen spirituellen Traditionen in sich bündelt und zugleich eine 'Philosophie a posteriori' darstellt.
Ab der Gründung im Jahr 1968 bis zu seinem Todesjahr 1983 gab Palamidessi die Quaderni della collana Archeosofica [dt.: Hefte der Archeosophischen Schriftenreihe] heraus: 51 Monografien, die das Grundgerüst der Lehrinhalte der Archeosophie bilden.
Nach dem Standort Rom wurden mit der Verbreitung der archeosophischen Lehre auch die Standorte Pisa und Florenz eröffnet. Die Arbeit zur Verbreitung der archeosophischen Lehre erfolgte in diesen Jahren, neben der Veröffentlichung der Hefte, auch durch öffentliche Vorträge an den archeosophischen Standorten (unter anderem am 7. November 1971 in Pisa mit dem Titel L’Ascesi artistica [dt.: Künstlerische Askese] und in Florenz im November 1979 anlässlich der Eröffnung des dortigen Standortes), sowie außerhalb der Standorte vor einer kirchlichen Zuhörerschaft (La funzione di Archeosofica nel mondo [dt.: Die Funktion der Archeosophie in der Welt] in Prato, 25. April 1971), bei einer freimaurerischen Versammlung (Vortrag von 1976 in Perugia), in einem Kreis von Intellektuellen (Archeosofia e Cristianesimo [dt.: Archeosophie und Christentum], Udine 1972) und bei der C.O.R. (Centro di Orientamento Religioso, dt.: Zentrum für religiöse Orientierung) auf Einladung von Aldo Capitini.
1975 veröffentlichte Palamidessi Tecniche di Risveglio Iniziatico [dt.: Techniken der initiatischen Erweckung], neben den Heften, das einzige zu seinen Lebzeiten publizierte (archeosophische) Werk. Darin erläutert er die Meditation als Technik zur Erweckung der psychischen Kraftzentren oder Chakren für eine persönliche mystisch-initiatische Askese auf christlicher Basis. Im selben Jahr komponierte Palamidessi ein musikalisches Werk mit dem Titel Melodia in Re [dt.: Melodie in D].
Am 29. April 1983 nahm Palamidessi Abschied von diesem irdischen Leben. Seine Arbeit wird von der Associazione Archeosofica weitergeführt.

## Archeosophische Askese
Siehe auch: Archeosophie

### Die Techniken der initiatischen Erweckung und die Askese
Das Programm der esoterischen archeosophischen Askese soll ganzheitlich sein und alle spirituellen Ressourcen des Menschen ansprechen. Es umfasst:
- Techniken des Heraustretens aus dem Körper, die dem Experimentator eine direkte, persönliche Erfahrung der überphysikalischen Welten ermöglichen sollen;
- Methoden der Meditation über die drei seelischen Prinzipien (Geist, Emotionale Seele und Erosdynamische Seele), insbesondere die für den Hesychasmus typische Herzmeditation, die Palamidessi „Kardiognosis“ oder „Kenntnis des Herzens“ nennt;
- des Weiteren Übungen, die die Erinnerung an frühere Leben fördern sollen.

Der Ansicht Palamidessis nach hat er durch diese Techniken Kenntnis davon erlangt, der christliche Theologe Origenes (185–254) gewesen zu sein, dessen manchmal kühne und von einer gewissen Esoterik durchdrungene Lehrmeinungen von den kirchlichen Hierarchien oft abgelehnt wurden, sowie der Arzt, Mathematiker und Astrologe Girolamo Cardano (1501–1576), der sich ebenfalls mit der Verbindung von okkulten Wissenschaften und Christentum beschäftigte. (Cardano erstellte zum Beispiel ein Horoskop von Jesus Christus).
Mit „Tecniche di risveglio iniziatico“ [dt.: Techniken der initiatischen Erweckung] (1975) arbeitet Tommaso Palamidessi eine asketische Methodik aus, die auf dem Wissen über die Konstitution des okkulten Menschen und insbesondere über das System der Chakren beruht. Das Buch war für seine Zeit bahnbrechend, weil es im Unterschied zu den vielen späteren Abhandlungen der New-Age-Literatur ein komplettes Askese-Programm vorstellt, dessen einziges Ziel darin besteht, die spirituelle Regeneration des Menschen sicherzustellen:
- mittels der Meditationstechniken über die feinstofflichen Zentren und über die Gottesnamen einerseits,
- ein auf Transzendenz gerichtetes inneres Leben andererseits
- und schließlich mittels eines geschickten Gebrauchs astraler Einflüsse zur Bestimmung der günstigsten Momente für die asketischen Praktiken.

### Die Ikone, die Farben und die künstlerische Askese
Eine besondere Form der Askese ist diejenige, die durch die Kunst vollzogen wird.
Unter Beachtung der mystischen, theologischen und künstlerischen Tradition der orthodoxen Kirche rückt Palamidessi auch die Technik der heiligen Ikone in ein besonderes Licht, nachdem er ihre Voraussetzungen aus esoterischer Sicht analysiert hat. Diese Analyse greift die Studien der modernen Orthodoxie über die Ikone (Leonid Ouspensky, Paul Edvokimov) sowie bestimmte für die zeitgenössische Esoterik typische Überlegungen über die Rolle der Kunst und des Symbols in der asketischen Praxis auf (René Guénon, Ananda Coomaraswamy, Louis Charbonneau-Lassay, Titus Burckhardt), hebt sich dann aber wegen ihres vorwiegend pragmatischen und technischen Aspekts davon ab.
Der Text, den Palamidessi diesem Thema widmet „L’icona, i colori e l’ascesi artistica“ [dt.: Die Ikone, die Farben und die künstlerische Askese], 1986 posthum veröffentlicht, stellt in der Tat ein echtes Handbuch dar, das den Schüler in die persönliche Vorbereitung der heiligen Ikone und die Meditation mit ihr bzw. auf sie einführen soll.
Der Künstler, der sowohl dem Gesetz der Farbensymbolik als auch der traditionellen Geometrie der sakralen Kunst folgt, macht die Ikone zu einer 'Meditationsburg', einem christlichen Maṇḍala, einem Bild, das für die göttlichen Archetypen empfänglich macht und dadurch heiligend wirkt.
Der während der Vorbereitung der Ikone vom Schüler durchgeführte Meditationsprozess sowie der analoge Prozess, der mit der Ikone vollzogen wird, die nach den entsprechenden liturgischen Riten angefertigt und geweiht worden ist, haben beide die Funktion, das Bewusstsein umzuwandeln, es zu vergeistigen unter sinnvoller Miteinbeziehung der anderen Instrumente der Askese.

## Das posthum veröffentlichte Werk
Obwohl das zu Lebzeiten veröffentlichte Werk Palamidessis sehr umfangreich war, hinterließ er bei seinem Tod noch viele unveröffentlichte und einige unvollendete Schriften. In den ersten Jahren nach seinem Tod kümmerten sich seine Frau Rosa und seine Tochter Silvestra um die Herausgabe einiger unveröffentlichter Werke. 1983 wurde der Verlag Archeosofica gegründet, der 1993 zum Verlag Arkeios wurde und später in Edizioni Mediterranee aufging; dort wurden zahlreiche neue Bände und Überarbeitungen von alten Werken gedruckt.
Besonders hervorzuheben ist die 5-bändige Werkausgabe mit dem Titel Archeosofia [dt.: Archeosophie], die zwischen 1985 und 1989 erschien und in der die Hefte von Palamidessi gesammelt sind. Dieser Werkausgabe folgten noch die Bücher: „Il libro Cristiano dei morti“ [dt.: Das christliche Totenbuch] (1985), „L'Icona, i colori e l'ascesi artistica“ [dt.: Die Ikone, die Farben und die künstlerische Askese] (1986) und „Le basi della teologia sofianica“ [dt.: Die Grundlagen der sophianischen Theologie](1986).
Zwischen 1987 und 1991 kamen vier Ausgaben des Ricettario Erboristico [deutsch „Heilkräuter-Rezeptsammlung“] hinzu, eine Sammlung von phytotherapeutischen Rezepten, die das ursprüngliche, 1979 veröffentlichte Heft der Archeosophischen Schriftenreihe ergänzt. Einige frühere Texte werden ebenfalls wieder aufgelegt: Astrologia mondiale [deutsch: „Weltastrologie“] (1985) und Il corso degli astri e le malattie dell'uomo [deutsch: „Der Lauf der Gestirne und die Krankheiten des Menschen“'] (1985), die zusammen mit einem anderen Text mit dem Titel La medicina e gli influssi siderali [deutsch: „Die Medizin und die siderischen Einflüsse“] und unter Hinzufügung eines unveröffentlichten Anhangs mit dem Titel Gli sconvolgimenti meteorici nella patogenesi [deutsch: „Die meteorischen Erschütterungen in der Pathogenese“] in einem Band gedruckt wird. Unter den Werken mit Bezug zum Yoga werden neu aufgelegt: I poteri occulti dello yoga tantrico indo-tibetano [deutsch: „Die okkulten Kräfte des Menschen und das indo-tibetische tantrische Yoga“] (1988) und La tecnica sessuale dello yoga tantrico indo-tibetano [deutsch: „Die Sexualtechnik des indo-tibetischen tantrischen Yoga“] (1988).
Seit 2009 werden die Werke von Tommaso Palamidessi von der Associazione Archeosofica aufgelegt und gedruckt, u. a.:
- „La spiritualità dei numeri sacri“ [dt.: Die Spiritualität der heiligen Zahlen]
- „Trattato di melurgia archeosofica“ [dt.: Abhandlung über die archeosophische Melurgie]
- eine neue Ausgabe des „Libro Cristiano dei Morti“ [dt.: Das christliche Totenbuch]
- „Guarire con le piante medicinali“ [dt.: Heilen mit Heilpflanzen] in 4 Bänden

und mehrere unvollendete Hefte der Archeosophischen Schriftenreihe, darunter:
- „Risveglio e Sviluppo dei Centri di Forza“ [dt.: Erweckung und Entwicklung der Kraftzentren] in 2 Bänden
- „Storia del Cristianesimo Esoterico“ [dt.: Geschichte des esoterischen Christentums]
- „Alchimia Teorica e Pratica Ermetica“ [dt.: Theoretische Alchemie und praktische Hermetik]
- „Elementi della Tradizione Kabbalistica“ [dt.: Elemente der kabbalistischen Tradition]
- „Lingue Sacre, Grammatica Ieratica e Parole Teurgiche“ [dt.: Heilige Sprachen, Hieratische Grammatik und Theurgische Worte]
- „Educazione Fisica e Ginnastica Psicosomatica“ [dt.: Sport und Psychosomatische Gymnastik]
- „Appendice sul Commento Esoterico ai Quattro Evangeli“ [dt.: Anhang zum Esoterischen Kommentar zu den vier Evangelien]

## Publikationen von Tommaso Palamidessi (Auswahl)
Siehe auch Werke des Autors: 'Hefte der Archeosophischen Schriftenreihe'
| Originaltitel | Deutsch |
| --- | --- |
| Il Corso degli astri e le malattie nell'uomo: trattato teorico-pratico di cosmopatogenesi con 22 figure, Milano: F.lli Bocca, 1940 (2ª ed. Archeosofica 1985)                   | Der Lauf der Gestirne und die Krankheiten des Menschen: theoretische und praktische Abhandlung der Kosmopathogenese mit 22 Abbildungen, Mailand: F.lli Bocca, 1940 (2. Aufl. Archeosofica 1985) |
| La medicina e gli influssi siderali, Milano: F.lli Bocca, 1940 | Die Medizin und die siderischen Einflüsse, Mailand: F.lli Bocca, 1940 |
| Astrologia mondiale: il destino dei popoli rivelato dal corso degli astri, Torino: T. Palamidessi, 1941 (2ª ed. Archeosofica 1985)                                              | Weltastrologie: Das Schicksal der Völker, offenbart durch den Lauf der Sterne, Turin: T. Palamidessi, 1941 (2. Aufl. Archeosofica 1985).                                                        |
| Gli influssi cosmici e la diagnosi precoce del cancro, Torino: T. Palamidessi, 1943                                                                                             | Die kosmischen Einflüsse und die Früherkennung von Krebs, Turin: T. Palamidessi, 1943 |
| Terremoti, eruzioni e influssi cosmici, Torino: T. Palamidessi, 1943 | Erdbeben, Eruptionen und kosmische Einflüsse, Turin: T. Palamidessi, 1943 |
| I poteri occulti dell'uomo e lo yoga tantrico indo-tibetano, Torino: Spartaco Giovene, 1945 (2ª ed. Archeosofica 1988)                                                          | Die okkulten Kräfte des Menschen und das indo-tibetische tantrische Yoga, Turin: Spartaco Giovene, 1945 (2. Aufl., Archeosofica 1988)                                                           |
| La tecnica sessuale dello yoga tantrico indo-tibetano, Torino: Edizioni Grande Opera, 1948 (2ª ed. Archeosofica 1988)                                                           | Die Sexualtechnik des indo-tibetischen tantrischen Yoga, Turin: Edizioni Grande Opera, 1948 (2. Aufl., Archeosofica 1988)                                                                       |
| La potenza erotica di kundalini yoga: lo yoga del potere serpentino ed il risveglio dei ventuno chakra, Torino: Grande Opera, 1949                                              | Die erotische Kraft des Kundalini Yoga: der Yoga der Schlangenkraft und das Erwachen der einundzwanzig Chakren, Turin: Grande Opera, 1949                                                       |
| Lo yoga per non morire: metodi sperimentali indù per realizzare l'immortalità autocosciente, Torino: Grande Opera, 1949.                                                        | Das Yoga des Nicht-Sterbens: Experimentelle hinduistische Methoden zur Erlangung der selbsterfahrenen Unsterblichkeit, Turin: Grande Opera, 1949                                                |
| L'alchimia come via allo spirito: l'autorealizzazione magica e la psicologia del profondo, svelate dalla tradizione ermetica, Torino, Grande Opera, 1949 (2ª ed. Arkeios 2001). | Alchemie als Weg zum Geist: Magische Selbstverwirklichung und Tiefenpsychologie, offenbart durch die hermetische Tradition, Turin: Grande Opera, 1949 (2. Aufl., Arkeios 2001)                  |
| Gli astri nella diagnosi e cura del cancro, Torino: Grande Opera, 1949 | Die Sterne in der Diagnose und Behandlung von Krebs, Turin: Grande Opera, 1949 |
| Tecniche di risveglio iniziatico: i centri di forza e la metafisica sperimentale, Roma: Edizioni Mediterranee, 1975 (2ª ed. 1983)                                               | Techniken der initiatischen Erweckung: die Kraftzentren und die experimentelle Metaphysik, Rom: Edizioni Mediterranee, 1975 (2. Aufl. 1983)                                                     |
| La via dei simboli e la trasmutazione spirituale, Roma: Archeosofica, 1978 | Der Weg der Symbole und die spirituelle Umwandlung, Rom: Archeosofica, 1978 |
| Archeosofia, in 5 volumi, Roma: Archeosofica, 1985–1988 | Archeosophie, in 5 Bänden, Rom: Archeosofica, 1985–1988 |
| Il libro cristiano dei morti, Roma: Arkeios, 1985 | Das christliche Totenbuch, Rom: Arkeois, 1985 |
| Le basi della teologia sofianica: nuove indagini bibliche, Roma, Arkeios, 1986                                                                                                  | Die Grundlagen der sophianischen Theologie: Neue biblische Untersuchungen, Rom: Arkeios, 1986                                                                                                   |
| L'icona, i colori e l'ascesi artistica: dottrina ed esperienze per una Via verso l'autosuperamento ed una coscienza divina nell'arte Roma: Arkeios, 1986                        | Die Ikone, die Farben und die künstlerische Askese: Lehre und Erfahrungen für einen Weg zur Selbstüberwindung und zu einem göttlichen Bewusstsein in der Kunst, Rom: Arkeios, 1986              |
| Ricettario Erboristico, Roma: Arkeios, 1987 | Heilkräuter-Rezeptsammlung, Roma: Arkeios, 1987 |

## Bibliografie
- Faivre, Antoine 2001: Émile Poulat et notre domaine, in: Valentine Zuber (Hrsg.): Un objet de science, le catholicisme. Réflexions autour de l'œuvre d'Émile Poulat, Paris: Bayard, S. 209–213.
- Baroni, Francesco 2007: Tommaso Palamidessi et l'Archéosophie, in: Politica Hermetica, nº 21, S. 120–135
- Baroni, Francesco 2011: Tommaso Palamidessi e l'Archeosofia. Vita ed opere di un esoterista cristiano, Foggia: Bastogi
- Baroni, Francesco 2009: Tommaso Palamidessi (1915–1983) et l''Archéosophie'. Vie, oeuvre et postérité d'un ésotériste chrétien italien. du XXe siècle, Doktorarbeit, Paris: École Pratique des Hautes Études
- Baroni, Francesco 2007: Tommaso Palamidessi et l'Archéosophie, in: La Tentation du secret, Groupes et sociétés initiatiques entre ésotérisme et politique du XVIIIe au XXe siècle, Politica Hermetica, nº 21, S. 120–135
- Francesco Baroni 2009: Julius Evola e Tommaso Palamidessi. Con una lettera inedita di Julius Evola, .pdf unter: fondazionejuliusevola.it
- Günter Bartsch 1989: Archäosophie, das neue Gralsrittertum, in: Materialdienst der Evangelische Zentralstelle für Weltanschauungsfragen, nº 12, S. 369–371
- Cecilia Gatto Trocchi 1990: Magia ed esoterismo in Italia, Mailand: Mondadori, 1990, S. 142–145.
- Massimo Introvigne 1990: l Cappello del mago. I nuovi movimenti magici, dallo spiritismo al satanismo. Mailand: Sugarco, 1990, S. 330–332.
- Enciclopedia delle religioni in Italia, hrsg. von Massimo Introvigne, Pierluigi Zoccatelli, Nelly Ippolito Macrina e Veronica Roldan, Turin: Elledici, 2001, S. 791–792. Neue Auflage: Massimo Introvigne: Le religioni in Italia, hrsg. von Pierluigi Zoccatelli, Elledici-Velar, Leumann (Turin) - Gorle (Bergamo), 2006, S. 842–844.
- Encyclopedia of New Religious Movements, hrsg. von Peter B. Clarke, unter dem Titel «Archeosophy», von Pierluigi Zoccatelli, Londra-New York, Routledge, 2006, S. 38–39.
- Introvigne, Massimo/PierLuigi Zoccatelli (Hrsg.) 2013: Associazione Archeosofica, in: Enciclopedia delle religioni in Italia, Turin: Elledici, S. 978–980
- Zoccatelli, PierLuigi 2006a: Archeosophy, in: Peter B. Clarke (Hrsg.), Encyclopedia of New Religious Movements. London - New York: Routledge, S. 38–39.
- Introvigne, Massimo 2020: Archeosophy, in: World Religions and Spirituality Encyclopedia Archeosophy – WRSP

## Verwandte Artikel
- Archeosophie